# Біостанція Ново-Іллєнко
48°37′36″ пн. ш. 39°40′20″ сх. д. / 48.62667° пн. ш. 39.67222° сх. д.

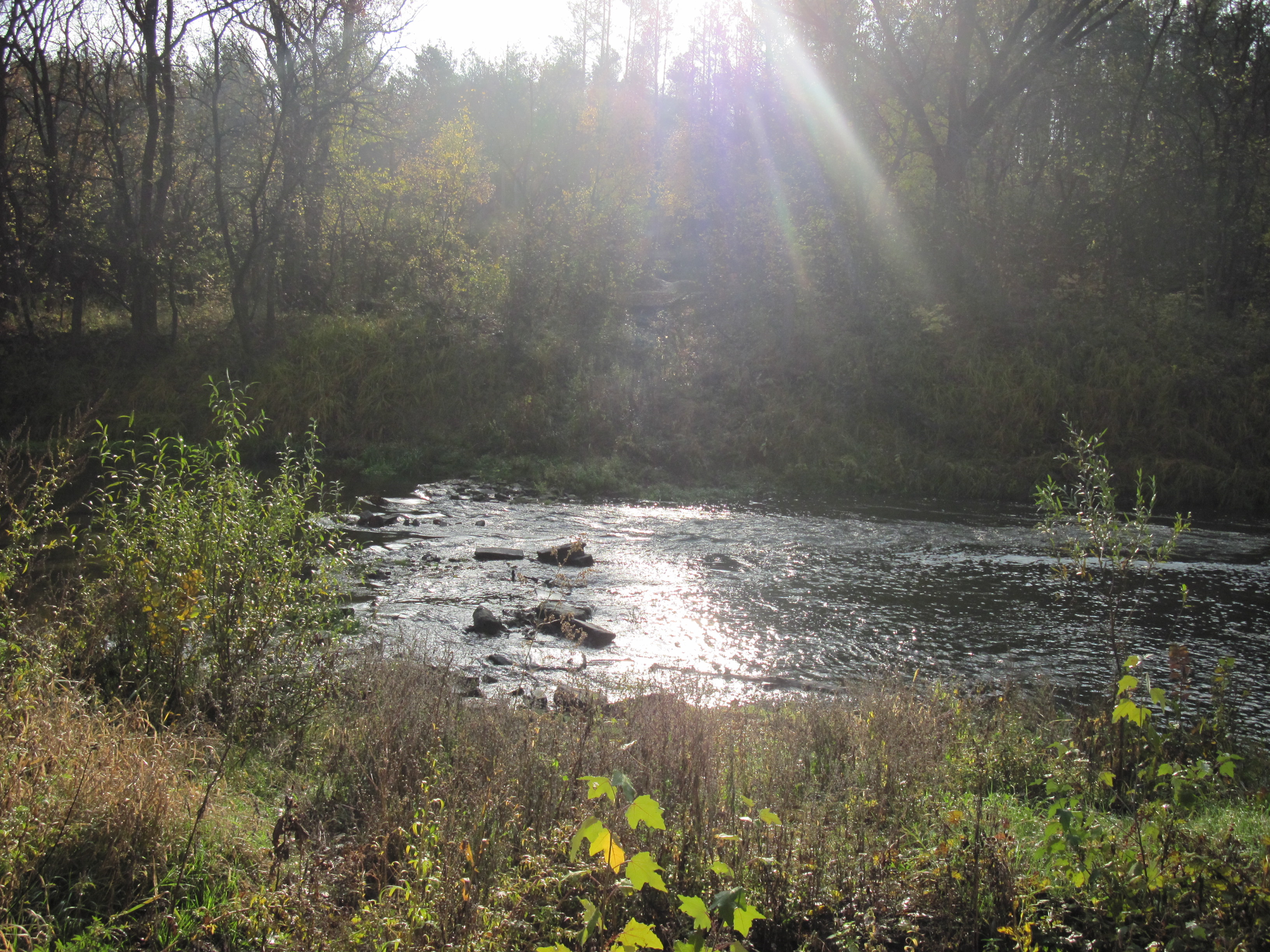
Річка Деркул поблизу біостанції Ново-Ільєнко

Біостанція Ново-Іллєнко (Ново-Іллєнко, «Ільїнка») — навчально-польовий табір Луганського національного університету Імені Тараса Шевченка, одна з небагатьох в Україні біологічних станцій.

## Історія створення, розташування та режим природокористування

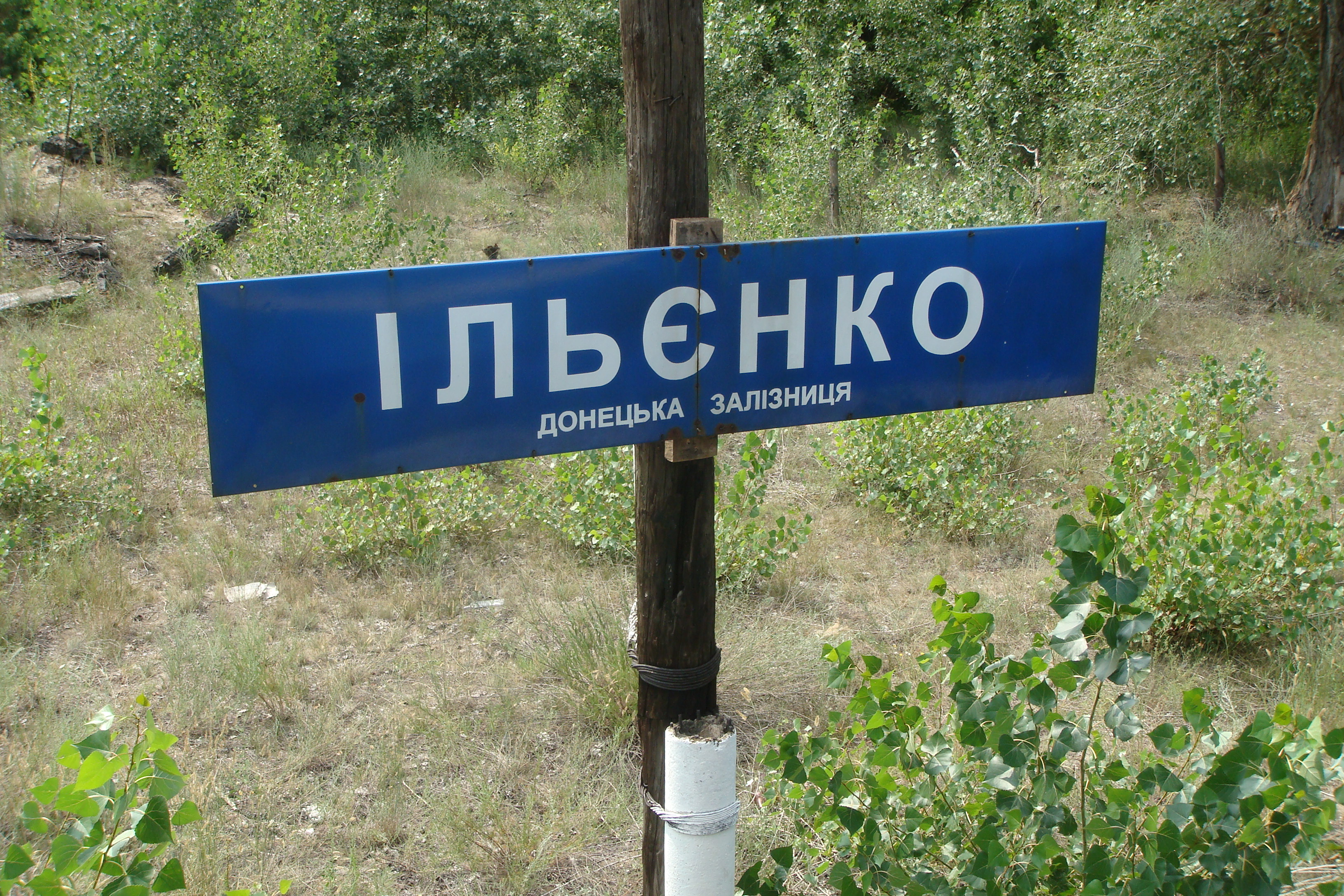
Знак залізничної станції Іллєнко. Край країни, далі потяги не їдуть

Біостанція була створена  у 1967-1968 рр. за ініціативи декана природничо-географічного факультету  Луганського педагогічного інституту імені Т. Шеченка  доцента Євтушенка Л.М.,  завідувача кафедри ботаніки  доцента Табенцького О.О., завідувача кафедри зоології доцента  Сахна І.І.  за енергійної підтримки ректора інституту Пічугіна В.Г. Розташована на правому березі річки Деркул  приблизно за 40 км на північний схід від Луганська. Це одна з найсхідніших точок України. Найближчий географічний пункт — залізнична станція «Іллєнко» за 3х км на північ, с. Сизе, за  5 км на південь, с. Вільхове за 8 км за захід.
- див. місцезнаходження біостанції в google-map

Біостанція знаходиться безпосередньо біля території заказника «Деркульський» та недалеко від заказника «Шарів Кут». Охоронному режиму також сприяє прикордонний режим. Відповідно, міського браконьєрства тут майже немає, переважають сільське та військове браконьєрство, у тому числі лов риби тенетами (особливо навесні, під час ходу на нерест щуки, шемайки та інших видів), відстріл диких свиней та сарн з вишок тощо. Околиці біостанції уздовж Деркула — популярний об'єкт у туристів вихідного дня та грибників.

## Дослідження і дослідники

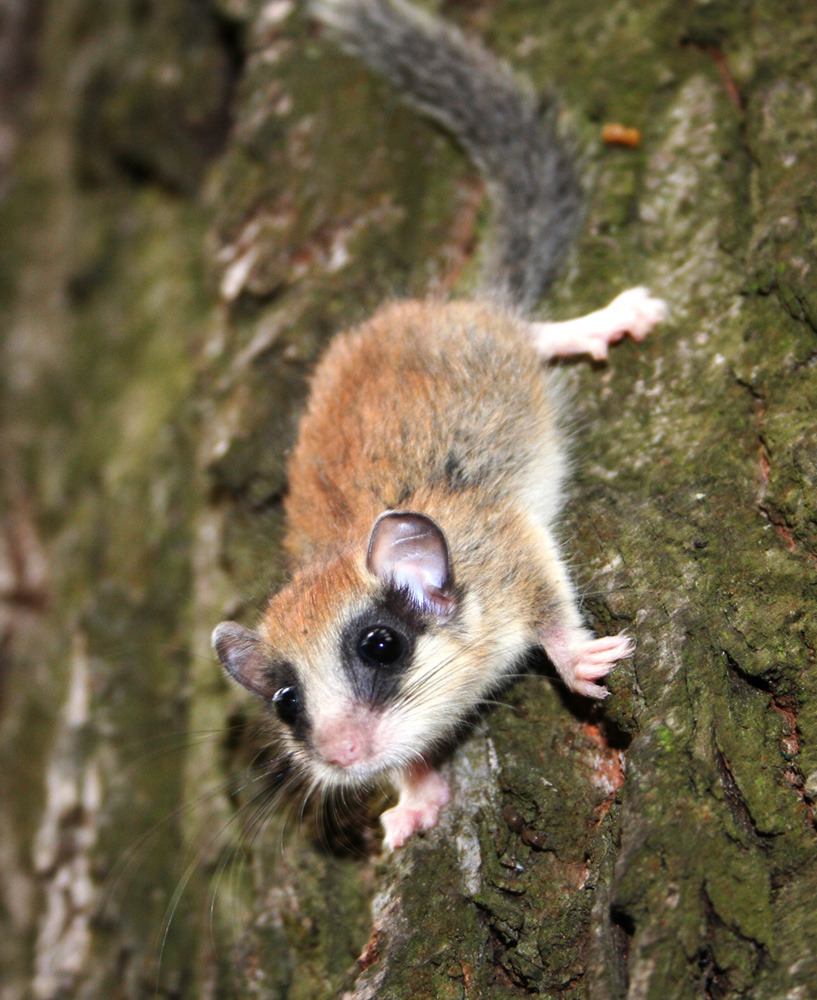
Соня лісова (Dryomys nitedula) на біостанції Ново-Ільєнко

Упродовж багатьох років регулярні стаціонарні дослідження фауни тут ведуть ботаніки й зоологи ЛНУ, зокрема й Лабораторія Корсак. Свої дослідження тут проводили Сергій Панченко, Михайло Бойко, Валерій Денщик, Олександр Кондратенко, Тетяна Косогова, Володимир Сулик, Валерій Лісничий, Віталій Вєтров та інші. Наразі тут часто проводять свої дослідження Микола Самчук, Сергій Литвиненко, Ігор Загороднюк, Сергій Фомін, Микита Перегрим та інші.
Тут неодноразово зупинялися експедиції різних наукових груп і центрів, зокрема експедиції Зоологічного музею імені Миколи Щербака, Криворізького університету, Волгоградського педуніверситету тощо.
- див. також: Дослідники природи сходу України

## Фауна біостанції та її околиць
Теріофауна. З біостанції описано новий для науки вид ссавців (власне, кажанів) —- Eptesicus lobatus Zag., 2009, тут мешкає перша (і одна з небагатьох відомих і описаних в Україні) материнська колонія нетопира пігмея (Pipistrellus pygmaeus), виду, наявність якого в Україні вперше встановлена лише 2000 року.

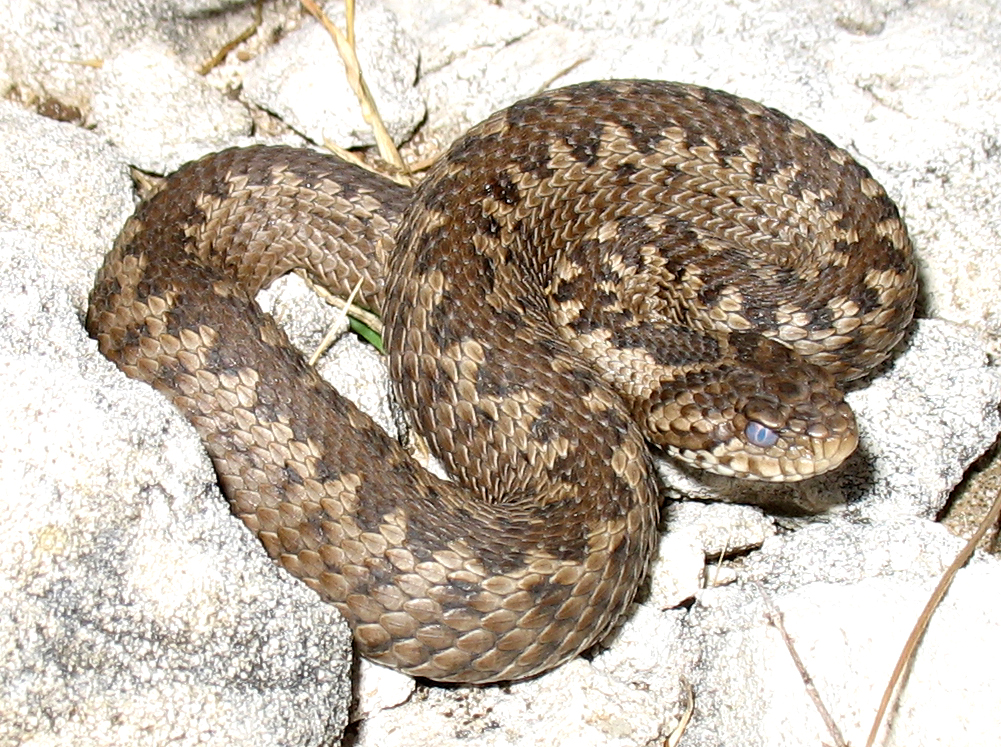
Гадюка степова (Vipera renardi)
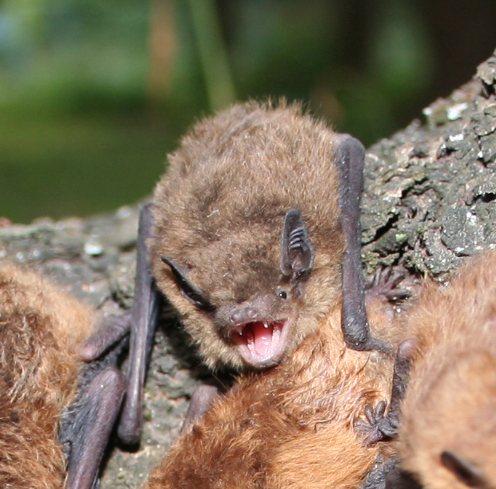
Нетопир пігмей (Pipistrellus pygmaeus)
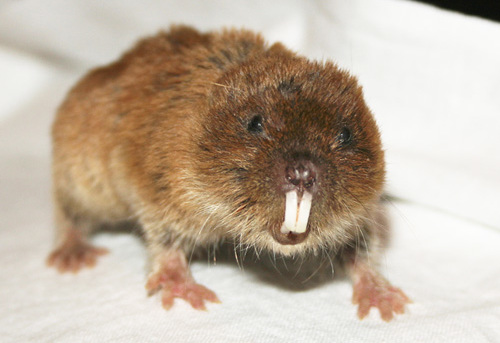
Сліпачок степовий (Ellobius talpinus)

Іхтіофауна. Добре вивченою є й іхтіофауна околиць біостанції, оскільки це об'єкт особливої уваги: заказник Деркульський є саме іхтіологічним. Звідси відомі знахідки головня європейського (Squalius cephalus), вирозуба, селяви азовської (шемайки, Alburnus leobergi) та інших видів, яких тут нараховують не менше 20 видів. Переважна кількість видів — реофільні (наприклад, головні, бистрянки) та придонні (наприклад, бички, пічкурі); деякі — мешканці заростей у прибережних заводях (наприклад, окуні, гірчаки).

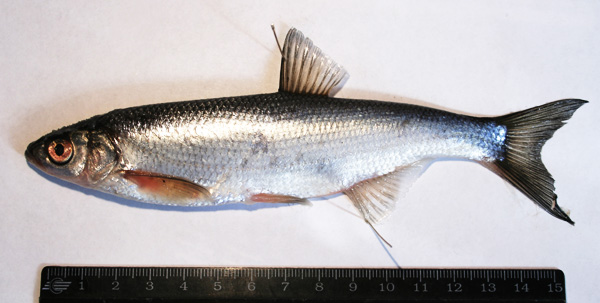
Селява азовська (Alburnus leobergi)
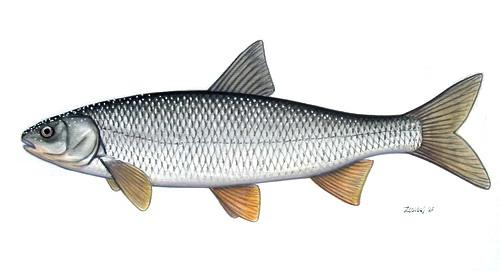
Плітка вирозуб (Rutilus frisii)
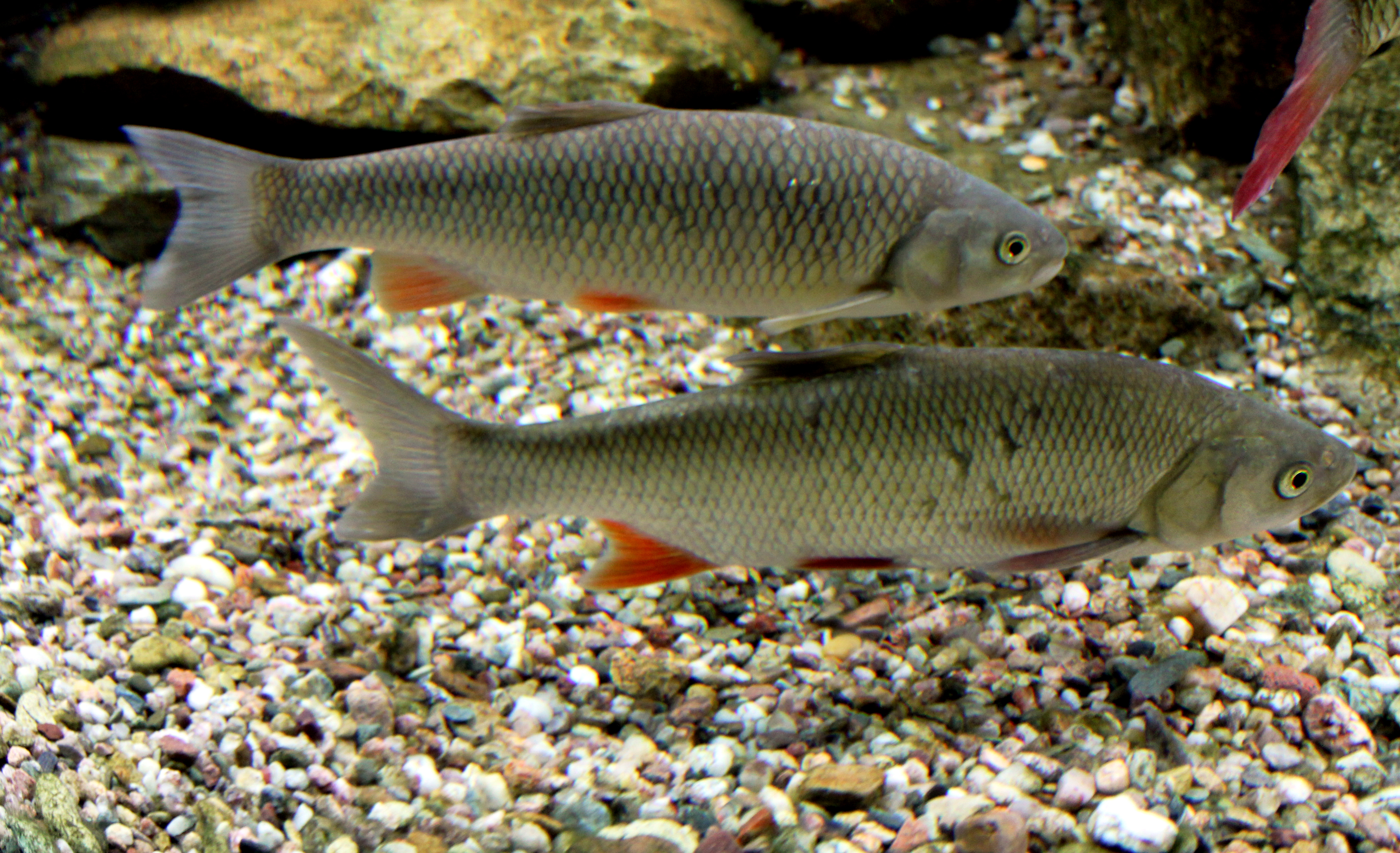
Головень європейський (Squalius cephalus)

Ентомофауна. З рідкісних видів комах тут регулярно (щороку) відмічають такі види, як ксилокопа фіолетова (бджола-тесляр, Xylocopa violacea), жук-олень (Lucanus cervus), метелики подалірій (Iphiclides podalirius) та поліксена (Zerynthia polyxena) та інші раритетні види.

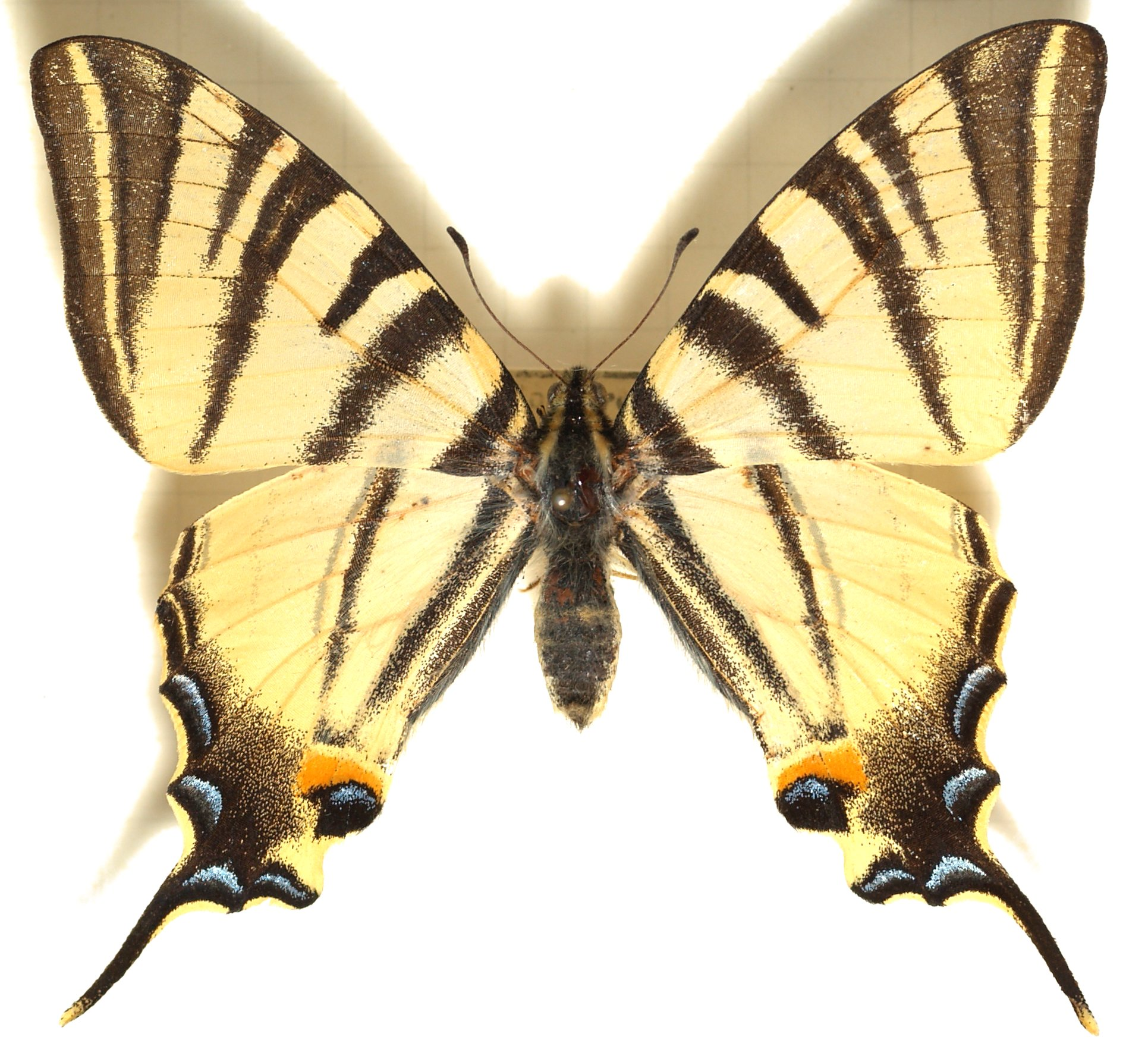
Подалірій (Iphiclides podalirius)
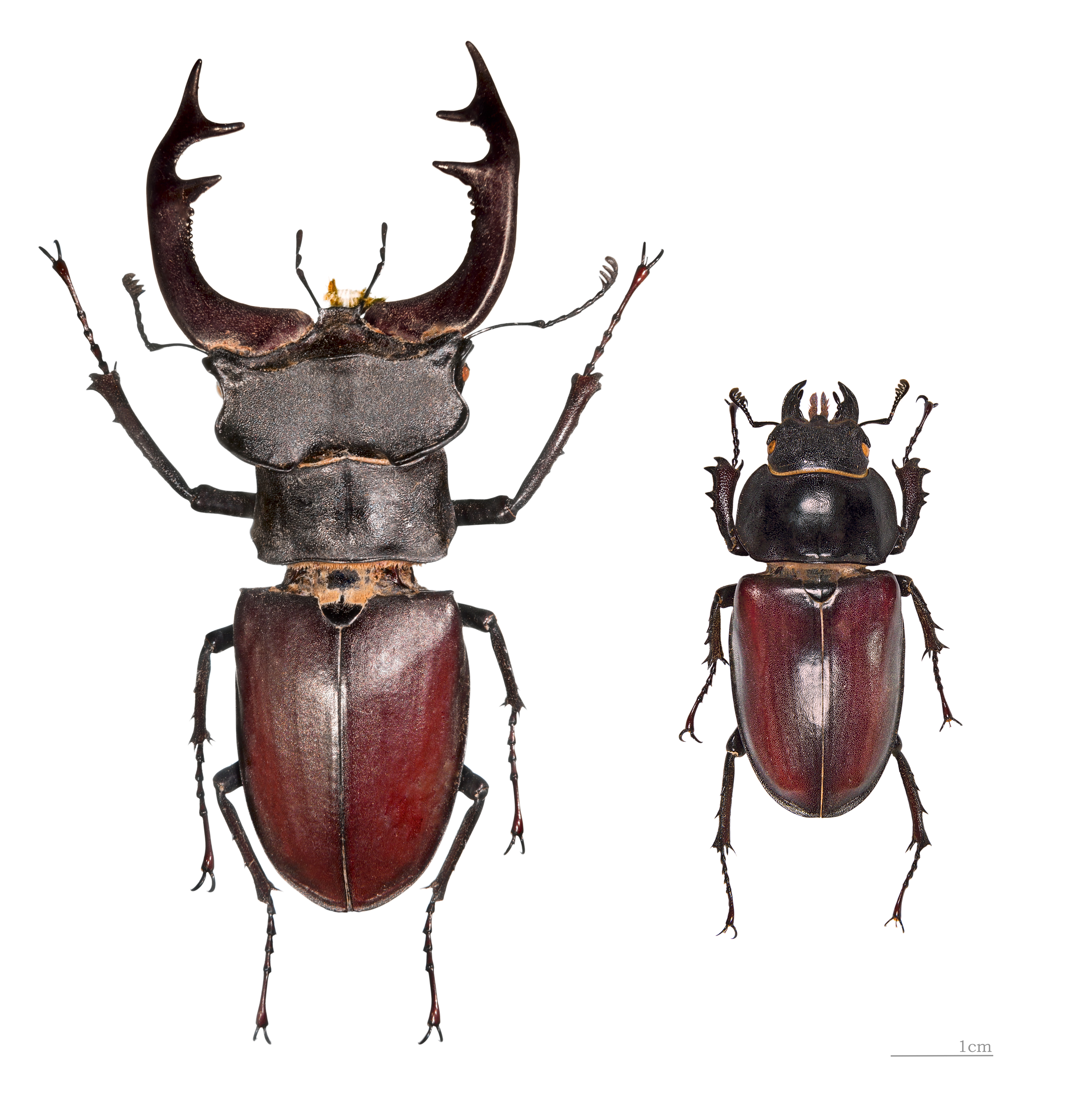
Жук-олень (Lucanus cervus)
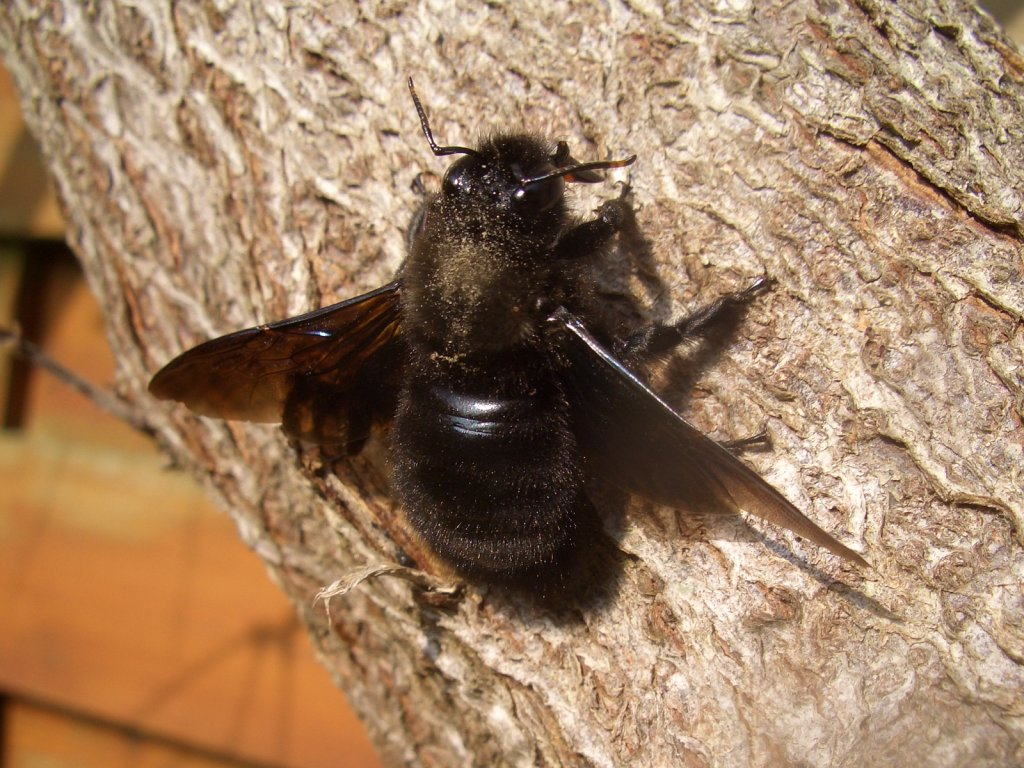
Ксилокопа фіолетова (Xylocopa violacea)

## Польові школи
На біостанції регулярно проводяться польові навчання і польові школи, а також ознайомчі екскурсії, включені в програму різноманітних краєзнавчих та природничих наукових конференцій. Тут, зокрема, проходили польові навчання і польові класи в рамках проведення таких конференцій останнього часу:
- 12 Міжнародна теріологічна школа-семінар (2005)
- 13 конференція робочої групи «Вивчення птахів басейну Сіверського Дінця» (2005)
- перша конференція циклу «Динаміка біорізноманіття» (2012)
- друга конференція циклу «Динаміка біорізноманіття» (2013)

## Розсадник «Ново-Іллєнський»

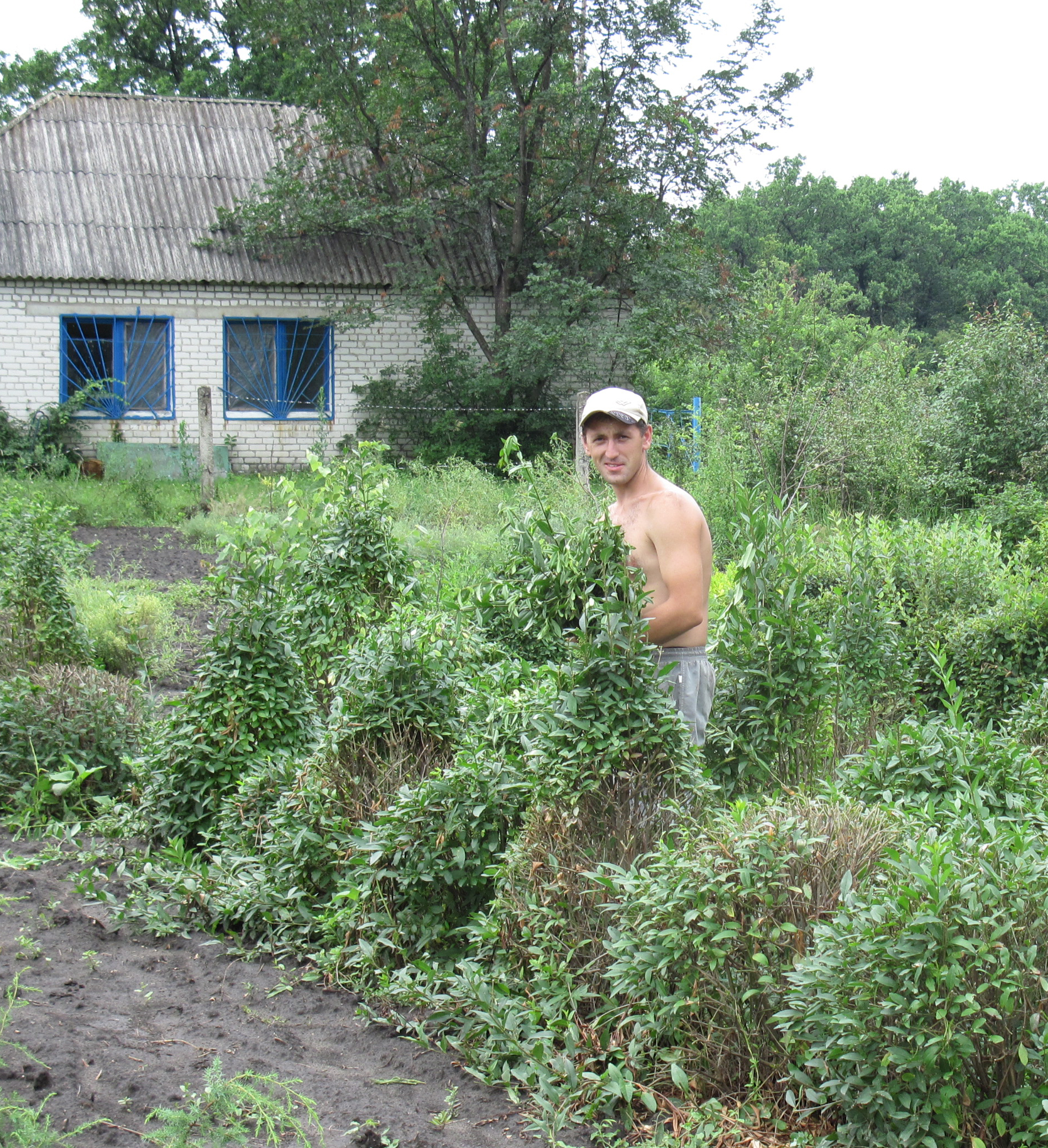
У розпліднику на біостанції Ново-Іллєнко (в центрі кадру — Микола Лисечко, директор біостанції. Фото 2010 р.)

На біостанції діє розсадник «Ново-Ільєнський», який включає кілька теплиць (у тому числі одну капітальну споруду довжиною близько 50 метрів) та посадки різноманітних дерев та чагарників на площі близько 2 га. Найпримітнішою частиною є висадки різноманітних вічнозелених чагарників й дерев, у тому числі ялівців, туй та ін. У розпліднику можна побачити весь технологічний процес вирощування саджанців від вкорінення живця до викопування крупномірних. Посадковий матеріал розплідника з успіхом використовується в озелененні міст Луганської області та інших регіонів України, а також територій навколо багатьох навчальних закладів Луганщини.